# Volksbank Breisgau-Markgräflerland
Die Volksbank Breisgau-Markgräflerland eG ist eine deutsche Genossenschaftsbank mit Sitz in Breisach am Rhein. Ihr Geschäftsgebiet erstreckt sich mit neun Filialen von Kaiserstuhl und Tuniberg über das Markgräflerland bis hin zu den Anfängen des Schwarzwaldes. Als Genossenschaftsbank gehört sie zur Finanzgruppe Volksbanken Raiffeisenbanken, ist somit der Sicherungseinrichtung des Bundesverbandes der Deutschen Volksbanken und Raiffeisenbanken angeschlossen.
Die Volksbank Breisgau-Markgräflerland entstand aus der 2018 vollzogenen Fusion der Volksbank Breisgau-Süd eG und der Volksbank Müllheim eG.

## Geschichte
Die Geschichte der Volksbank Breisgau-Süd eG geht zurück bis in das Jahr 1868. Mit der Gründung eines Vorschussvereins für den Amtsbezirk Breisach, wurde bereits im 19. Jahrhundert der Grundstein für die spätere Volksbank Breisach gelegt. 19 Jahre nach der Gründung des Vorschussvereins in Breisach gründeten im Jahr 1887 der Heitersheimer Bürgermeister Josef Müller sowie der Landwirtschaftsmeister Römer, nach dem Vorbild des Systems von Wilhelm Raiffeisen und Schulze-Delitzsch, den Ländlichen Creditverein und Sparkasse Heitersheim. Im Jahr 1969 einigten sich die Mitglieder der Spar- u. Kreditbank Bad Krozingen sowie der Spar- und Kreditbank Heitersheim auf einen Zusammenschluss der beiden Häuser. Im Mai 1990 entschieden sich die Mitglieder der Volksbank Breisach eG sowie die Teilhaber der Raiffeisen-Volksbank Kaiserstuhl-Tuniberg eG und der Raiffeisenbank Tuniberg eG zu einer Fusion der drei Geldhäuser zur Volksbank eG Kaiserstuhl-Tuniberg. 1999 vereinigten sich schließlich die Spar- und Kreditbank Bad Krozingen-Heitersheim eG sowie die Volksbank eG Kaiserstuhl-Tuniberg zur Volksbank Breisgau-Süd eG.
Die Volksbank Müllheim entstand 1874 aus der Gründung eines Vorschussvereins durch 39 Bürger aus Müllheim und Umgebung. Nach Ablauf des ersten Geschäftsjahres 1874 betrug die Bilanzsumme damals 51.809 Mark. 1931 wurde die Rechtsform des Vorschussvereins geändert (eingetragene Genossenschaft mit beschränkter Haftung). Die Firmierung änderte sich 1939 in Volksbank Müllheim-Badenweiler eG. Zum Ende des 19. Jahrhunderts gründeten sich im Laufe der nächsten Jahrzehnte in weiteren Ortschaften im Markgräflerland eigene Kreditvereine sowie Spar- und Darlehenskassen. Diese fusionierten 1972 zur Raiffeisenbank Ehebachtal. Im Jahr 1971 fusionierte die Volksbank Müllheim-Badenweiler eG mit der Spar- und Kreditbank Neuenburg. Im Jahr 1992 kam es zu einer weiteren Fusion zwischen der Volksbank Müllheim-Badenweiler und der Raiffeisenbank Ehebachtal zur Volksbank Müllheim.
Mit Registereintragung vom 5. Juni 2018 fusionierten die Volksbank Breisgau-Süd und die Volksbank Müllheim zur Volksbank Breisgau-Markgräflerland.

## Mitgliedschaft
Durch den Erwerb von Geschäftsanteilen können Kunden Mitglied, und somit Teilhaber, der Volksbank-Breisgau-Markgräflerland werden.
Gemäß Satzung hat jedes Mitglied das Recht, die Leistungen der Genossenschaft in Anspruch zu nehmen und an der Gestaltung der Genossenschaft mitzuwirken. Dieses Recht umfasst u. a. die Teilnahme an der Wahl der Vertreterversammlung und die Bewerbung um das Amt eines Vertreters. Die Volksbank Breisgau-Markgräflerland eG verzeichnete Ende 2022 35.536 Mitglieder.

## Aus- und Weiterbildung
Das Ausbildungsangebot reicht von der zweieinhalbjährigen Ausbildung zum Bankkaufmann über die verkürzte Ausbildung zum Finanzassistenten bis hin zum Hochschulstudium an der Dualen Hochschule Baden-Württemberg zum Bachelor of Arts. Eine kontinuierliche Fort- und Weiterbildung der Mitarbeiter ist wesentlicher Bestandteil der Geschäftsstrategie der Bank.

## Gesellschaftliches Engagement
Mit vielen Schulen in der Region (Markgräfler-Gymnasium Müllheim, Kaufmännische Schulen Müllheim, Alemannen-Realschule Müllheim, Grundschule Ihringen, Realschule Heitersheim, Realschule Breisach) arbeitet die Volksbank Breisgau-Markgräflerland im Rahmen einer Bildungspartnerschaft eng zusammen.
2011 wurde durch die ehemalige Volksbank Müllheim eine Stiftung gegründet, die gemeinnützige Zwecke in der Region Markgräflerland unterstützt. Sie wird als Stiftung der Volksbank Breisgau-Markgräflerland weitergeführt.